# Дражен Петрович
Дражен Петрович (хорв. Dražen Petrović, 22 жовтня 1964, м. Шибеник — 7 червня 1993) — югославський і хорватський баскетболіст, олімпійський медаліст.

## Спортивна біографія
Народився в хорватському місті Шибенику на Адріатичному узбережжі в сім'ї чорногорця та хорватки. Старший брат Александар (нар. 16 лютого 1959) також був відомим баскетболістом і виступав за Збірну Югославії з баскетболу, в складі якої ставав бронзовим призером Олімпійських ігор-1984, чемпіонатів світу та Європи.
Дражен Петрович виступав за такі клуби:
- 1979-83 — БК «Шибеник»;
- 1984-88 — БК «Цибона» (Кубок європейських чемпіонів — 1985 і 1986, Кубок володарів Кубків — 1987);
- 1988-89 — БК «Реал» (Мадрид) (Кубок володарів Кубків — 1989);
- 1989-91 — Портленд Трейл Блейзерс;
- 1991-93 — Нью-Джерсі Нетс.

### Виступи на Олімпіадах

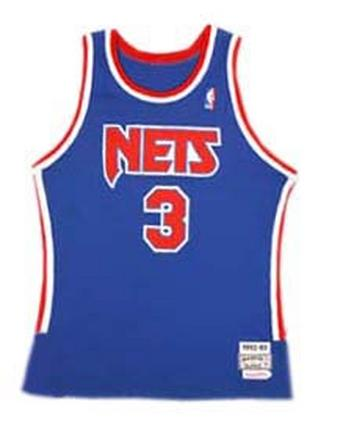
3-й номер, закріплений за Драженом Петровичем в «Нью-Джерсі Нетс»

| Олімпіада          | Дисципліна | Місце |
| ------------------ | ---------- | ----- |
| Лос-Анджелес 1984* | баскетбол  | 3     |
| Сеул 1988*         | баскетбол  | 2     |
| Барселона 1992**   | баскетбол  | 2     |

- «*» — за Югославію;
- «**» — за Хорватію.

### Інші досягнення та нагороди
- 10 жовтня 1985 року в матчі чемпіонату Югославії проти люблянської «Олімпії» Петрович персонально набрав 112 очок.
- у 1986 році на Чемпіонаті світу з баскетболу в Іспанії 21-річний Дражен Петрович був визнаний найкращим гравцем турніру, і це попри те, що збірна Югославії тоді посіла тільки 3-є місце.
- У тому ж (1986) році був обраний на драфті НБА клубом «Портленд Трейл Блейзерс» під 60-м номером.
- У 1987 році Петрович у складі збірної Югославії переміг на Універсіаді, що проходила в Загребі.
- 1989 року на Чемпіонат Європи з баскетболу в Югославії Петрович був визнаний найкращим гравцем турніру.
- В сезоні НБА 1992/93 першим з європейців був включений у третю команду всіх зірок НБА.

## Трагічна загибель
Влітку 1993 року, після вдалого сезону в складі «Нью-Джерсі Нетс»" (у плей-оф, проте, команда вибула вже в першому раунді, поступившись «Клівленд Кавальєрс»), Петрович вирушив до Польщі, де збірна Хорватії проводила кваліфікаційний турнір до Чемпіонату Європи 1993 року. У той час ходили чутки, що Петрович не зовсім задоволений своїм становищем в «Нью-Джерсі Нетс», й існує ймовірність того, що він може перейти в один з грецьких клубів, які висловлювали зацікавленість у придбанні знаменитого хорвата.

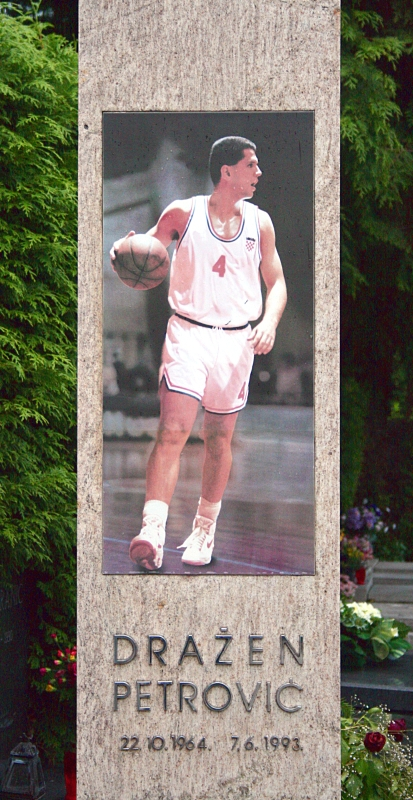
Могила Петровича на Мірогою

7 червня, близько 17 години 20 хвилин, в умовах поганої видимості, на німецькому автобані № 9 в Денкендорфі, неподалік від Інгольштадта в Баварії, автомобіль «Фольксваген Гольф», в якому пасажирами їхали 28-річний Петрович, повертаючись з Польщі після успішно проведеного матчу в складі збірної, та турецька баскетболістка Хілаль Едебаль, а за кермом перебувала Клара Шаланці, німецька модель і баскетболістка (Клару і Петровича пов'язували романтичні стосунки), врізався у вантажівку. Останній, втративши управління за секунди до цього, розвернувся і зупинився поперек дороги. В результаті сонний Петрович, який сидів на пасажирському сидінні поруч з водієм і не був пристебнутий ременем безпеки, загинув, а Едебаль і Шаланці отримали численні травми, але вижили.
Загибель Петровича багатьом нагадала смерть іншого знаменитого югославського баскетболіста Радивоя Корача, що розбився в автокатастрофі в червні 1969 року у 30-річному віці.
Дражена Петровича було поховано на центральному загребському кладовищі Мірогой.

## Пам'ять

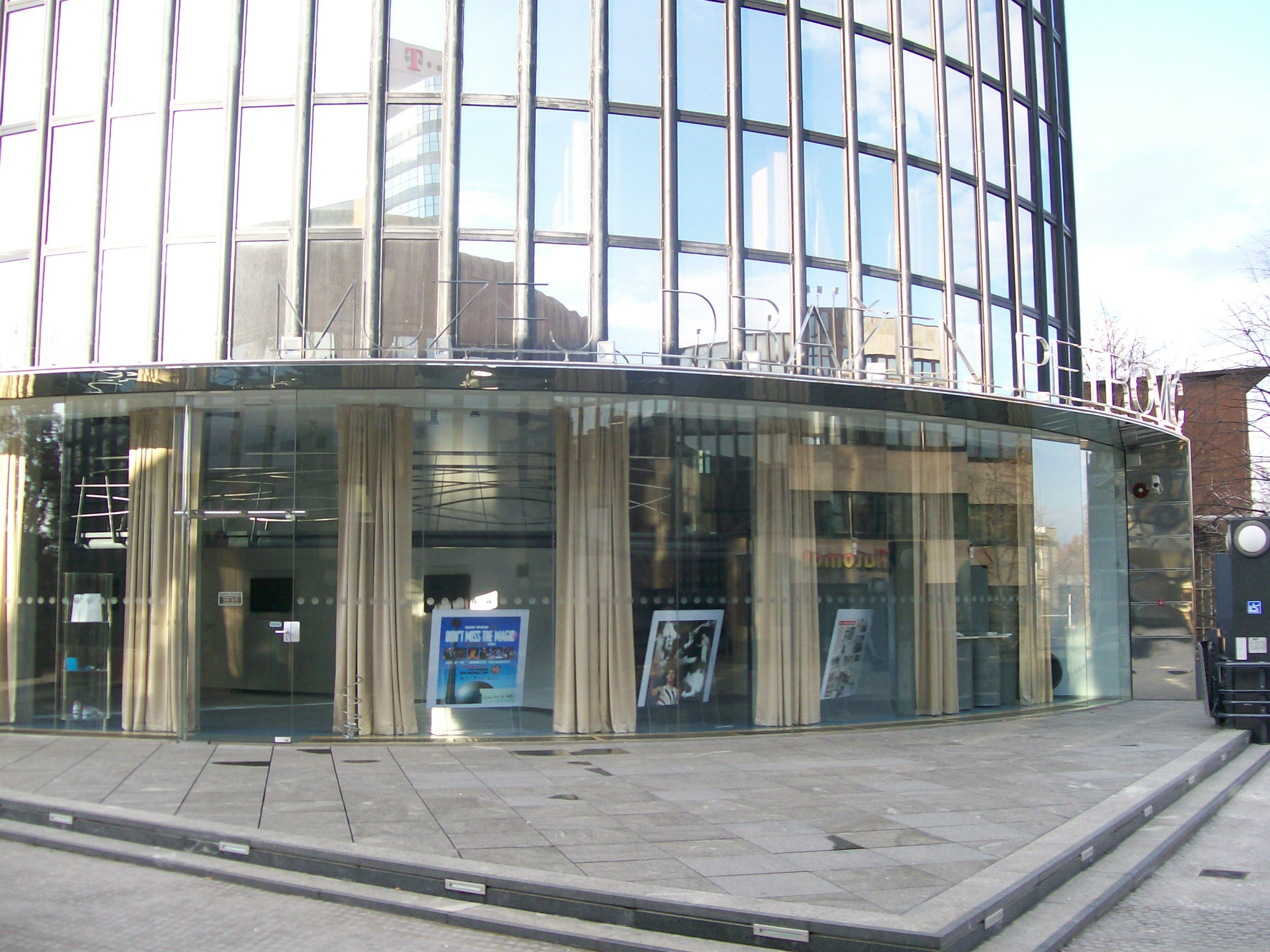
Музей Дражена Петровича в Загребі

- 4 жовтня 1993 року домашня арена БК «Цибона» була перейменована на Баскетбольну арену імені Дражена Петровича.
- 11 листопада 1993 року 3-й номер, під яким Петрович виступав за «Нью-Джерсі Нетс», був за ним закріплений довічно;
- 29 квітня 1995 року перед будівлею Олімпійського музею в Лозанні (Швейцарія) була відкрита скульптура, присвячену внеску Дражена Петровича у світовій спорт;
- 2000 року в результаті опитування, проведеного національним телебаченням, Петрович був визнаний найкращим спортсменом Хорватії XX століття[7];
- 2002 року ім'я Петровича було включено в Баскетбольний Зал слави в Спрінгфілді, штат Массачусетс;
- у 2006 році в Загребі був відкритий Меморіальний центр Дражена Петровича, основою якого став музей Дражена Петровича.
- у 2007 році ім'я Петровича було включено в Зал слави ФІБА.